# Priscus Attalus

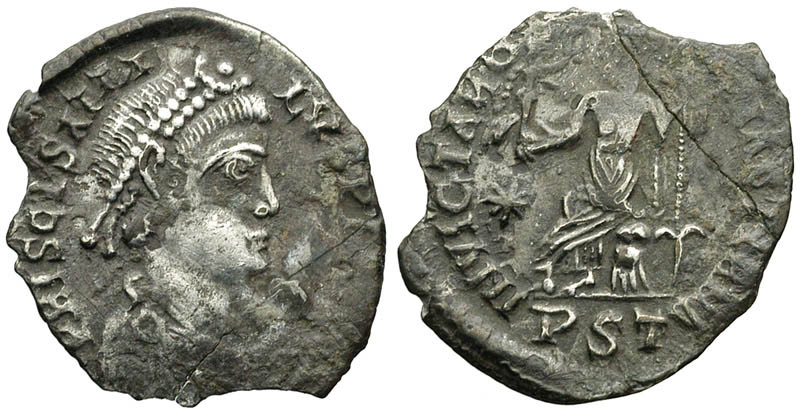
Siliqua van Priscus Attalus.

Priscus Attalus was een Romeins politicus en tot tweemaal toe door de Visigoten uitgeroepen tot Romeins keizer (409-411 en 414).
Attalus was de zoon van een Aziatische Griek die onder Valentinianus I naar Italië was verhuisd. Hij was een actief senator in de vroege vijfde eeuw en nog geen christen. In 409 werd hij door keizer Honorius benoemd tot prefect van Rome.
Toen Alarik I, koning van de Visigoten, Rome laat in 409 bezette benoemde hij Attalus tot Augustus, omdat hij hoopte dat een belangrijke Romein Honorius misschien beter kon beïnvloeden. Attalus werd als keizer alleen in Italië erkend, waar hij de steun van veel senatoren had. Attalus werd door een Gotische Ariaanse bisschop gedoopt tijdens zijn heerschappij. Er werd een veldtocht gehouden tegen de comes Africae Heraclianus, die Attalus niet erkende, maar deze was niet succesvol, wat een groot tekort aan graan betekende.
Honorius bood in 410 aan om de macht met Attalus te delen, maar deze weigerde. Attalus werd vervolgens afgezet nadat hij weigerde een Gotische generaal een nieuwe veldtocht naar Africa te laten leiden.
Toen de Goten vertrokken uit Italië ging Attalus mee, en bij de bruiloft tussen Ataulf, de nieuwe koning van de Visigoten, en Galla Placidia, de zus van Honorius, zou hij een toespraak hebben gegeven. Toen de latere keizer Constantius III de Visigoten aanviel benoemde Ataulf Attalus nogmaals als keizer. De Visigoten werden echter verslagen en Attalus werd gevangengenomen en meegevoerd in een triomftocht van Honorius. Hierna zou hij vanaf 416 zijn dagen slijten in ballingschap op de Liparische of Eolische eilanden.